# Ulmerochorema stigmum
Ulmerochorema stigmum är en nattsländeart som först beskrevs av Georg Ulmer 1916.  Ulmerochorema stigmum ingår i släktet Ulmerochorema och familjen Hydrobiosidae. Inga underarter finns listade i Catalogue of Life.